# Český klub skeptiků Sisyfos
Český klub skeptiků Sisyfos (Nederlands: Tsjechische Skeptische Club Sisyfos) is een Tsjechische skeptical non-profitorganisatie die in 1994 werd opgericht en gevestigd is in Praag. Haar primaire doelstelling en missie is het verspreiden en verdedigen van de bevindingen en resultaten van de contemporaine wetenschap, het bevorderen van rationeel, kritisch denken, om het algemeen publiek bekend te maken met de principes van de wetenschappelijke methode, het bekritiseren van de verspreiding van onbewezen paranormale ideeën en pseudowetenschap, het verzekeren dat universiteiten, wetenschappelijke genootschappen en instituten actief verantwoordelijk zijn voor het verdedigen van wetenschap en kritisch denken, het onderzoeken van controverses en onjuiste beweringen, burgers assistentie verlenen om zichzelf te beschermen tegen frauduleuze producten en ineffectieve of gevaarlijke alternatieve geneeswijzen. In lijn met haar missie en doelen weigert de club zich te bemoeien met religieuze, morele en politieke kwesties.

## Organisatie

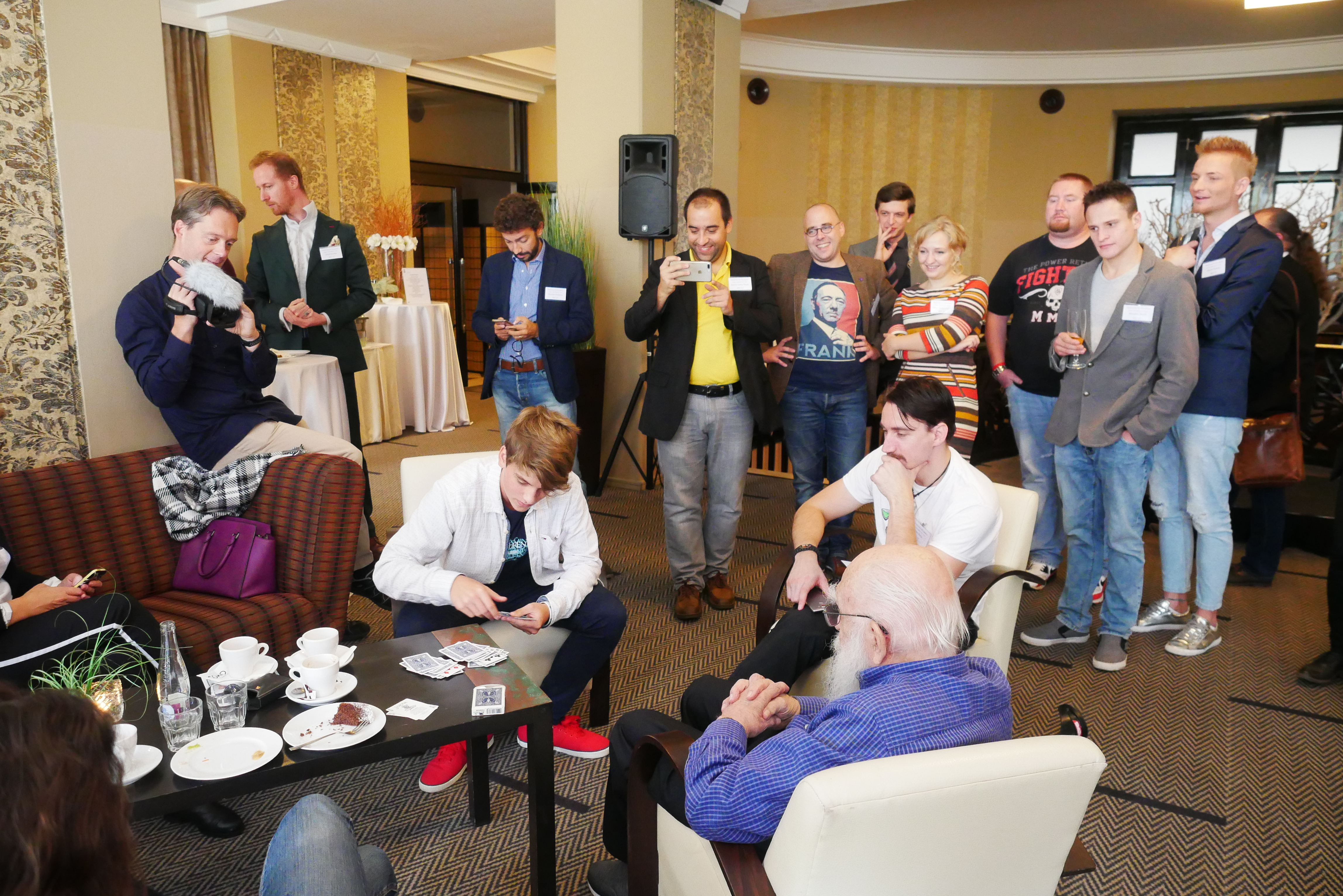
James Randi voert een kaarttruc uit tijdens een Praagse Sisyfos-bijeenkomst in 2017.

De organisatie heeft ongeveer 400 leden. Het is een partner van het Amerikaanse Committee for Skeptical Inquiry en lid van de European Council of Skeptical Organisations (ECSO). Sinds 2000 is de club ook lid van de Tsjechische koepelorganisatie Rada vědeckých společností České republiky (Raad van Wetenschappelijke Genootschappen in de Tsjechische Republiek). Enkele prominente leden zijn astronoom en wetenschapscommunicator Jiří Grygar en publicist Věra Nosková. De naam van de organisatie verwijst naar Sisyphos uit de Griekse mythologie en symboliseert de opvatting van de oprichters dat de Werken van Sisyphos (zwaar en uiteindelijk onsuccesvol werk) hen te wachten staan.

## Activiteiten
De Club publiceert de nieuwsbrief van Sisyfos online, organiseert een reeks lezingen genaamd Věda kontra iracionalita ("Wetenschap contra irrationaliteit"), publiceert enkele boekcollecties en biedt een paranormale uitdaging aan. De Tsjechische Skeptici hebben ook deelgenomen aan de wereldwijde 10:23-campagne om het publiek bewust te maken van de ineffectiviteit van homeopathie.

### Paranormale uitdaging
Sisyfos looft een prijs van 3.400.000 Tsjechische kroon (ongeveer €143.000 anno 2023) uit aan eenieder die paranormale fenomenen kan bewijzen onder gecontroleerde experimentele omstandigheden.

### Prijs 'Het dolende rotsblok'
Sisyfos reikt jaarlijks een ironische prijs uit, Het dolende rotsblok (Bludný balvan) "ter benadrukking van de bijdrage die individuen en groepen hebben geleverd in het misleiden van de Tsjechische bevolking en het aanmoedigen van een onheldere manier van denken."

### Nieuwsbrief Sisyfos
Sinds 1995 geeft de organisatie twee of drie keer per jaar een nieuwsbrief uit, getiteld Neperiodický zpravodaj občanského sdružení Sisyfos (Niet-periodiek Rapport van de Club Sisyfos). Zij bevat artikelen van Tsjechische en buitenlandse experts en bespreekt ook actuele gebeurtenissen binnen de organisatie. De nieuwsbrief is sinds 2000 gratis op de website te krijgen.

## Sisyfos en religie
Volgens haar missionstatement weigert de organisatie zich te bemoeien met het religieuze domein. Er zijn zowel atheïsten als religieuze gelovigen lid van de club. Desalniettemin werden er verscheidene artikelen gepubliceerd over de kwestie van wetenschap, skepticisme en religie. Na een intern debat onder de leden besloot de organisatie in februari 2001 ten slotte dat men zich om praktische redenen voortaan niet meer zou bezighouden met godsdienstige vraagstukken.